# Херренберг
Херренберг (нем. Herrenberg) — город в Германии, районный центр, расположен в земле Баден-Вюртемберг. 
Подчинён административному округу Штутгарт. Входит в состав района Бёблинген.  Население составляет 31 292 человека (на 31 декабря 2010 года). Занимает площадь 65,71 км². Официальный код  —  08 1 15 021.
Город подразделяется на 7 городских районов.

## Города-побратимы
- Фиденца (Италия)

## Фотографии
- Рыночная площадь
- Вокзал